# Associazione Sportiva Omegna 1980-1981
Questa voce raccoglie le informazioni riguardanti l'Associazione Sportiva Omegna nelle competizioni ufficiali della stagione 1980-1981.

## Rosa
| N. |                   | Ruolo | Calciatore            |
| -- | ----------------- | ----- | --------------------- |
|    | Italia (bandiera) | A     | Leonardo Bruno        |
|    | Italia (bandiera) | C     | Antonio Capon         |
|    | Italia (bandiera) | C     | Paolo Capra           |
|    | Italia (bandiera) | C     | Pierambrogio Cattaneo |
|    | Italia (bandiera) | D     | Mauro Colla           |
|    | Italia (bandiera) | C     | Rocco Cotroneo        |
|    | Italia (bandiera) | D     | Giuseppe Cristiano    |
|    | Italia (bandiera) | C     | Gregorio Discanni     |
|    | Italia (bandiera) | C     | Emanuele Fortunato    |
|    | Italia (bandiera) | A     | Walter Lanni          |
|    | Italia (bandiera) | P     | Antonio Leone         |

| N. |                   | Ruolo | Calciatore          |
| -- | ----------------- | ----- | ------------------- |
|    | Italia (bandiera) | D     | Stefano Luxoro      |
|    | Italia (bandiera) |       | Martinelli          |
|    | Italia (bandiera) | D     | Dario Minati        |
|    | Italia (bandiera) | P     | Maurizio Passaretta |
|    | Italia (bandiera) | D     | Gianni Pioletti     |
|    | Italia (bandiera) | C     | Roberto Portalupi   |
|    | Italia (bandiera) | D     | Rossi Mauro         |
|    | Italia (bandiera) | C     | Luciano Sacchi      |
|    | Italia (bandiera) | C     | Salvatore Saporito  |
|    | Italia (bandiera) | A     | Michele Scotton     |
|    | Italia (bandiera) |       | Zanni               |